# Roman Arkadjewitsch Abramowitsch

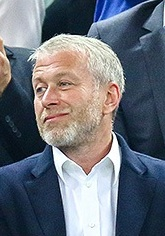
Roman Abramowitsch (2019)

Roman Arkadjewitsch Abramowitsch (russisch Роман Аркадьевич Абрамович, wiss. Transliteration Roman Arkad’evič Abramovič, englische Transkription Roman Arkadyevich Abramovich, Betonung: Román Arkádjewitsch Abramówitsch, hebräisch רומן ארקדיביץ' אברמוביץ'; * 24. Oktober 1966 in Saratow, Russische SFSR, Sowjetunion) ist ein Unternehmer und Investor mit russischer, israelischer und portugiesischer Staatsbürgerschaft. Er war von 2000 bis Juli 2008 Gouverneur der russischen Region Tschukotka. Er gehört zu der ersten Generation von Geschäftsleuten, die in Russland nach dem Fall der Sowjetunion zu beträchtlichem Vermögen gekommen sind (Oligarchen). Seit 2022 ist er im Westen mit Sanktionen belegt.

## Herkunft und Ausbildung
Abramowitsch ist jüdischer Herkunft. Seine Familie väterlicherseits stammte aus Belarus und war nach der Oktoberrevolution nach Tauragė in Litauen ausgewandert. Die litauische Schreibweise des Familiennamens ist Abramavičius. Nahim (hebräisch Nahman) Abramowitsch (1887–1942), der Großvater väterlicherseits, wurde in Eržvilkas im Bezirk Tauragė geboren. Nahims Frau, Romans Großmutter väterlicherseits, Tauba, geb. Berkover, stammte aus Jurbarkas. Nach der Annexion Litauens durch die Sowjetunion im Jahr 1940 deportierte das NKWD die Familie nach Sibirien. Nahim Abramowitsch starb im Gulag. Die Großeltern mütterlicherseits waren Wassili Michalenko und Faina Grutman. Abramowitschs Eltern lebten bei seiner Geburt in Syktywkar. Roman war 18 Monate alt, als seine Mutter Irina Michalenko an den Folgen einer heimlichen Abtreibung starb. Als er vier Jahre alt war, starb sein Vater Arkadi (hebräisch Aron) Abramowitsch (1937–1970) bei einem Bauunfall. Bis zu seinem achten Lebensjahr wuchs Abramowitsch bei einem Onkel väterlicherseits, Leib Abramowitsch, einem Ölingenieur in Uchta, auf und danach bei einem zweiten Onkel, Abraham, in Moskau. Am Moskauer Gubkin-Öl- und-Gas-Institut studierte Abramowitsch Ingenieurwissenschaft.

## Werdegang
Nach der Öffnung der sowjetischen Wirtschaft im Zuge der Perestroika gründete Abramowitsch als 21-jähriger Student das Unternehmen Ujut (deutsch: „Gemütlichkeit“). Ujut stellte zunächst profane Dinge wie Gummienten und Fußbälle her. Abramowitschs Einstieg in das Ölgeschäft begann, als er nach dem Zerfall der Sowjetunion zwischen 1993 und 1996 das Moskauer Büro des Schweizer Rohölhändlers Runicom leitete.

### Sibneft und Slavneft
Über Runicom wickelte Abramowitsch größere Ölgeschäfte mit Raffinerien ab, vor allem mit der größten russischen Raffinerie im sibirischen Omsk. 1992 war Abramowitsch erstmals Boris Beresowski begegnet. Dessen Kontakte zu Boris Jelzin machte er sich zunutze. Mit Beresowski konnte er sich nach dem Zerfall der Sowjetunion ein weitverzweigtes Firmenimperium aufbauen, indem er ehemals staatliche Betriebe aufkaufte. Sibneft kaufte er für etwa 250 Millionen US-Dollar. Zum Besitz der von ihm kontrollierten Holding Millhouse Capital gehörten schließlich 80 % von Russlands fünftgrößtem Ölkonzern Sibneft, 50 % des Aluminiumkonzerns RUSAL, 26 % der Fluggesellschaft Aeroflot und 37,5 % des Autoproduzenten Ruspromawto. Die Raffinerie im sibirischen Omsk wurde das Kernstück des Sibneft-Konzerns.

### Evraz
Abramowitsch hält Aktienanteile am zweitgrößten russischen Stahlkonzern Evraz.

### Verkäufe
Offenbar unter dem Eindruck des Verfahrens gegen Michail Chodorkowski verkaufte Abramowitsch nach und nach seine Anteile an russischen Unternehmen. Seine Aeroflot-Aktien verkaufte er im März 2003 an den russischen Staat. Die RUSAL-Anteile verkaufte Abramowitsch in zwei Schritten 2003 und 2004 an die Gruppe „Basowy Element“ von Oleg Deripaska.
Seine Mehrheit an Sibneft verkaufte er Ende 2005 mit sehr großem Gewinn, für 13 Milliarden US-Dollar an den halbstaatlichen Gaskonzern Gazprom.
Westliche Banken gewährten Darlehen über zwölf Milliarden US-Dollar, etwa die Hälfte davon kam russischen Medienberichten zufolge vom niederländischen Institut ABN Amro und der Dresdner Bank. Sibneft wurde später in Gazprom Neft umbenannt.

### Käufe
2003 kaufte Abramowitsch den Londoner Fußballverein FC Chelsea. Abramowitsch soll weltweit 70 Immobilien sowie mehrere Yachten und Flugzeuge besitzen.

### Verhältnis zu Boris Jelzin und Wladimir Putin
Lange Zeit galt Abramowitsch als wichtigster Oligarch im Umfeld des damaligen Präsidenten Wladimir Putin. Er gilt als ein Wegbereiter für den Machtwechsel von Ex-Präsident Boris Jelzin zu Putin im Jahr 2000.
Im Dezember 2000 wurde Abramowitsch zum Gouverneur des Autonomen Kreises der Tschuktschen gewählt und im Oktober 2005 im Amt bestätigt.
Am 3. Juli 2008 akzeptierte der russische Präsident Dmitri Medwedew Abramowitschs mehrfach geäußertes Rücktrittsgesuch und entließ ihn als Gouverneur. Nachfolger wurde sein bisheriger Stellvertreter Roman Kopin.
Anfang 2008 bestellte Infrastruktura, ein Bauunternehmen Abramowitschs, die derzeit weltgrößte Tunnelvortriebsmaschine bei der Herrenknecht AG, um damit eine Nische auf dem russischen Infrastrukturmarkt zu erschließen. Das Gerät wurde vor allem beim Bau von Objekten für die Olympischen Winterspiele 2014 im russischen Schwarzmeer-Badeort Sotschi eingesetzt. Infrastruktura erwartete nach eigenen Angaben Tunnelbauaufträge von einigen Milliarden US-Dollar pro Jahr.
2011 verklagte Boris Beresowski Abramowitsch auf 5,6 Milliarden US-Dollar. Er warf seinem früheren Geschäftspartner vor, ihn beim Verkauf des Unternehmens Sibneft betrogen und ihn um seine Anteile gebracht zu haben. Abramowitsch beteuerte allerdings, dass Beresowski keine Anteile am Unternehmen hatte.
Am 31. August 2012 wurde Beresowskis Klage von einem Londoner Gericht abgewiesen.
Nach dem Beginn des russischen Überfalls auf die Ukraine wurde Abramowitsch Abgesandter für Russland bei den Verhandlungen zwischen der Ukraine und Russland 2022. Die von Alexei Nawalny gegründete Stiftung für Korruptionsbekämpfung führt Abramowitsch als verwickelt in das System der russischen politischen Korruption. Abramowitschs Name steht auf der Liste der Korruptionäre und Kriegstreiber der Stiftung.

### Herkunft des Vermögens

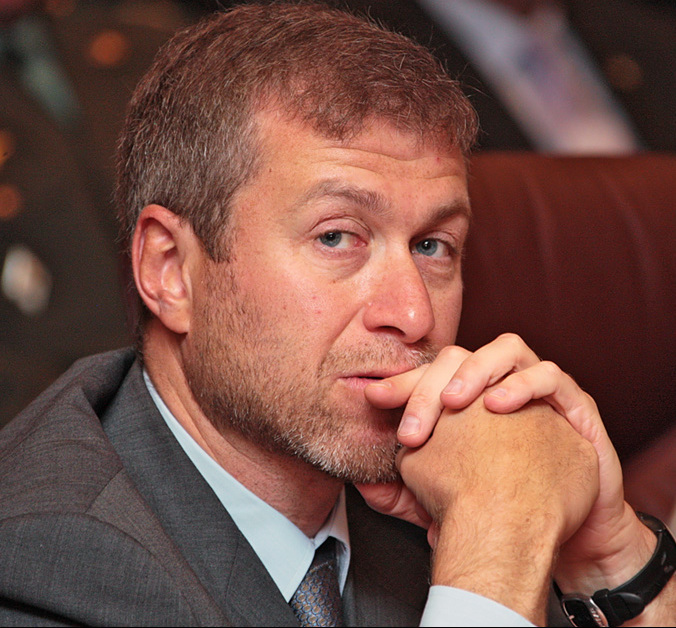
Abramowitsch (2008)

Abramowitsch profitierte finanziell von der Privatisierung einiger Unternehmen des Staates. Er kaufte günstig Unternehmen und veräußerte sie später mit Gewinn. Er profitierte auch von der Zerschlagung des Yukos-Konzerns.
In Russland blieb er als Unternehmer aktiv. Im Dezember 2007 wurde eine Beteiligung von Millhouse am russischen Goldproduzenten Highland Gold Mining Ltd. in Höhe von 40 Prozent bekannt.
Am 25. Juli 2016 stellte Roman Abramowitsch ein Gesuch um eine Aufenthaltsbewilligung in der Schweiz. Er wollte sich in Verbier niederlassen. Das Schweizer Bundesamt für Polizei (Fedpol) urteilte Anfang 2017, dass Abramowitschs Anwesenheit in der Schweiz als Gefährdung der öffentlichen Sicherheit sowie als Reputationsrisiko für die Schweiz einzuschätzen sei. Abramowitsch sei Fedpol wegen Verdachts auf Geldwäsche bekannt. Darüber hinaus würden Fedpol verschiedene polizeiliche Informationen vorliegen, wonach Abramowitsch Kontakte zu russischen kriminellen Organisationen unterhält.
Der Ursprung seines Vermögens wurde als mindestens teilweise illegal eingeschätzt. Abramowitsch kontaktierte die Fedpol-Direktorin, die Schweizer Behörden blieben jedoch bei ihrer Einschätzung. Als er erfuhr, dass der Tages-Anzeiger über die Vorgänge rund um sein Gesuch berichten wollte, klagte Abramowitsch zunächst vor dem Zürcher Handelsgericht, wo er scheiterte, und dann beim Bundesgericht. Die Richter wiesen seine Beschwerde im September 2018 ab.
Nachdem die britische Regierung im Zuge des versuchten Mordes an Sergei Skripal schärfere Kontrollen zum finanziellen Hintergrund von Investoren einführte, zog Abramowitsch seinen Antrag auf Verlängerung seiner Aufenthaltserlaubnis in Großbritannien zurück.
Abramowitsch ließ sich danach in Israel nieder. Israelische Medien berichteten, dass er schon 2017 ein Anwesen in Tel Aviv erworben habe. Ende Mai 2018 erhielt er die israelische Staatsbürgerschaft; als Kind jüdischer Eltern hat er nach dem Rückkehrgesetz Anspruch auf einen israelischen Pass. Als israelischer Bürger benötigt er für einen Besuch in der Europäischen Union, anders als russische Staatsbürger, kein Visum. Wenn er in Großbritannien arbeiten oder leben möchte, müsste er wieder ein britisches Visum beantragen und sich strengeren Kontrollen zur Herkunft seines Vermögens unterziehen.
Ende 2021 erhielt Abramowitsch die portugiesische Staatsbürgerschaft aufgrund eines Gesetzes, wonach Portugal Menschen, deren jüdische Vorfahren im 15. Jahrhundert vertrieben wurden, die Staatsbürgerschaft gewährt. Die Umstände seiner Einbürgerung waren in der Folge Objekt einer Untersuchung.

### Sanktionen der EU und weiterer Staaten
Nach dem Beginn des russischen Überfalls auf die Ukraine fielen der Kurs des Rubel und der russischen Aktien stark. An der Londoner Börse fiel die Evraz-Aktie stark; der Handel wurde am 10. März ausgesetzt. Am gleichen Tag verhängte die britische Regierung Sanktionen gegen Abramowitsch und weitere Oligarchen. Abramowitsch verlor die Kontrolle über seine Villa in London (in den Kensington Palace Gardens). Jedoch hatte Abramowitsch seine Luxusimmobilien, Yachten, Helikopter und Flugzeuge im Wert von mehreren Milliarden US-Dollar kurz vor dem Beginn des russischen Überfalls der Ukraine auf seine Kinder übertragen. Dies war im Januar 2023 bekannt geworden.
US-Präsident Joe Biden kündigte am 4. März 2022 das Aufspüren von Besitztümern der Oligarchen und eine diesbezügliche Koordination mit Kanada und mehrerer europäischer Länder an.
Am 14. März 2022 verhängte auch die Europäische Union Sanktionen gegen Abramowitsch und fror dessen Vermögen in der EU ein. Seit Mitte März 2022 ist ihm die Einreise in das Vereinigte Königreich aufgrund von Sanktionen gegen Russland seit dem Überfall auf die Ukraine verwehrt. Abramowitsch lebt heute wieder in Moskau.
Am 20. Dezember 2023 wies das Gericht der Europäischen Union in Luxemburg eine Klage Abramowitschs gegen die Sanktionen der EU ab. Der Rat der Europäischen Union habe Abramowitsch zu Recht auf die Sanktionsliste gesetzt, entschied das Gericht. Folglich wurde auch seine Schadenersatzforderung über eine Million Euro wegen Rufschädigung zurückgewiesen.

### Vermittler
Am Tag nach Beginn der russischen Invasion in der Ukraine im Jahr 2022 wurde Abramowitsch von ukrainischen Magnaten kontaktiert und gebeten, als informeller Gesandter zwischen der Ukraine und Russland zu fungieren. Abramowitsch spielte während des russisch-ukrainischen Krieges eine Vermittlerrolle bei der Freilassung von nichtukrainischen Freiwilligenkämpfern aus russischer Kriegsgefangenschaft.
Nach Angaben von Nawalnys Stiftung für Korruptionsbekämpfung standen die Regierungen von Deutschland und den USA im Februar 2024, wenige Tage vor dem Tod des in Russland inhaftierten russischen Oppositionspolitikers Alexej Nawalny, in Verhandlungen mit der Regierung Russlands über einen Häftlingsaustausch, bei dem Wadim Krassikow nach Russland überstellt werden sollte und Nawalny im Gegenzug an den Westen überstellt werden sollte. Die Verhandlungsanfrage sei laut Recherchen der Stiftung vom Westen ausgegangen und über Abramowitsch an den russischen Staatspräsidenten Wladimir Putin übermittelt worden.

## Besitz

### Vermögen
Infolge der Finanzkrise ab 2007 verlor Abramowitsch einen Großteil seines Vermögens, dieses verringerte sich damals von geschätzten 23,5 auf 3,3 Milliarden US-Dollar. Abramowitsch hatte 2013 nach Angaben des Wirtschaftsmagazins Forbes ein geschätztes Netto-Vermögen von 10,2 Milliarden US-Dollar und war damit auf Platz 13 der reichsten Menschen in Russland und auf Platz 107 der reichsten Personen überhaupt (Liste der reichsten Menschen der Welt). Auf der Forbes-Liste 2021 wurde Abramowitschs Vermögen mit ca. 14,5 Milliarden US-Dollar angegeben. Damit belegte er Platz 142 auf der Forbes-Liste der reichsten Menschen der Welt.

### FC Chelsea
2003 kaufte Abramowitsch für 210 Millionen Euro den englischen Fußballclub FC Chelsea. Bis 2008 hatte er geschätzte 764 Millionen Euro in den Club investiert, hauptsächlich für Ablösesummen und Gehälter. Er selbst war häufig im Chelsea-Stadion Stamford Bridge anwesend.
Nach dem russischen Überfall auf die Ukraine am 24. Februar 2022 übergab er die Verwaltung des FC Chelsea an die Treuhänder seiner gemeinnützigen Stiftung.
Am 2. März 2022 gab Abramowitsch ebenfalls bekannt, den Verein verkaufen zu wollen. Der Erlös solle Kriegsopfern des Ukraine-Konfliktes zugutekommen. Der FC Chelsea, auf dem ein Kredit von 1,5 Milliarden Pfund lastet, ist nach Schätzungen mindestens zwei Milliarden Pfund wert. Eigentümer des FC Chelsea sind seit Mai 2022 die Clearlake Capital Group, Todd Boehly, Mark Walter und Hansjörg Wyss.
Aus der Recherche Cyprus Confidential ergaben sich Ende 2023 neue Perspektiven auf Abramowitschs jahrelanges Wirken als Besitzer des FC Chelsea.

### Yachten und Flugzeuge
Abramowitsch ist bekannt für den Besitz von extrem teuren Yachten. 2010 erwarb er die 162,5 Meter lange Eclipse für 590 Millionen US-Dollar. Die von der Hamburger Werft Blohm + Voss für ihn gebaute Megayacht war damals die längste Yacht der Welt (heute Platz 3 in der Liste der längsten Motoryachten).
Außerdem besitzt er die rund 140 Meter lange Solaris (Baujahr 2021), deren Wert auf 600 Millionen US-Dollar geschätzt wird.
Um den Sanktionen des Vereinigten Königreiches und der EU von Anfang März 2022 zu entgehen, beförderte Abramowitsch die Yachten Eclipse und Solaris in den Hafen von Bodrum in der Türkei.
Abramowitsch ist im Besitz mehrerer Flugzeuge, darunter ein Boeing-Dreamliner.
Die britische Regierung schloss Ende Februar 2022 den Luftraum für russische Flugzeuge sowie Schiffe aus Russland und solche, die sich in russischem Besitz befinden. Davon betroffen waren auch die Yachten und Privatjets einiger russischer Oligarchen. Zwei seiner Yachten waren danach verschwunden, bzw. wurden in Montenegro gesichtet.
Abramowitsch übertrug seine Yachten, Helikopter und Flugzeuge kurz vor dem Beginn des russischen Überfalls der Ukraine auf seine Kinder.

### Immobilien
In Garmisch-Partenkirchen erwarb Abramowitsch das „Leitenschlössl“ und ließ es von 1999 bis 2002 renovieren, erweitern und künstlerisch ausgestalten. Seit 2004 besitzt er das Château de la Croë bei Antibes, das inzwischen aufwendig renoviert wurde. 2006 erwarb er das Waldschlössl in Burgau am Attersee. 2009 kaufte er an der „Milliardärsstraße“ (Kensington Palace Gardens) in London eine Villa (Hausnr. 16) mit 15 Schlafzimmern für 90 Millionen Pfund.
Außerdem kaufte er in Manhattan für 74 Millionen US-Dollar vier Stadthäuser in der Upper East Side (East 75th Street Nr. 9, 11, 13 und 15). Sie haben zusammen eine Fläche von 1802 m².
Abramowitsch übertrug seine Luxusimmobilien kurz vor dem Beginn des russischen Überfalls der Ukraine auf seine Kinder.

### Kunstsammlung
Im Jahr 2008 gründete Abramowitsch das Garage Museum of Contemporary Art in Moskau. Im gleichen Jahr kaufte er zwei Gemälde zu Rekordpreisen: Triptych, 1976 von Francis Bacon (1976) für 57,2 Millionen Euro (Höchstpreis für ein Kunstwerk der Nachkriegszeit) und Benefits Supervisor Sleeping von Lucian Freud (1995) für 22,36 Millionen Euro (damaliger Höchstpreis für ein Werk eines lebenden Künstlers). Die Kunstwerke finden sich auf der von den ukrainischen Behörden öffentlich geführten Liste War & Art mit Werken in Besitz von unter Sanktionen Stehenden – neben zwei weiteren, die Abramowitsch zugeordnet werden: einer Figur von Alberto Giacometti und einer Arbeit von Ilja Kabakow.
Wie sich aus den im September 2023 geleakten Oligarch Papers einer zyprischen Finanzberaterfirma ergibt, hat Abramowitsch gemeinsam mit seiner Ex-Frau Darja Schukowa heimlich eine Kunstsammlung von mindestens 369 hochkarätigen Werken der europäischen, russischen und amerikanischen Moderne angelegt. Die Sammlung umfasst Spitzenwerke von Francis Bacon, Lucien Freud, Kasimir Malewitsch, Pablo Picasso, Henri Matisse, Piet Mondrian. Wo sie sich derzeit befindet, ist unbekannt. Insgesamt sollen die Werke knapp eine Milliarde US-Dollar wert sein und offiziell einer Offshore-Gesellschaft gehören, die auf der Kanalinsel Jersey registriert ist.
Kurz vor dem Überfall Russlands auf die Ukraine im Februar 2022 reduzierte Abramowitsch seinen Anteil an der Gesellschaft von 50 auf 49 Prozent, um möglichen Sanktionen zu entgehen.

### Lebensstil und Treibhausgasausstoß
Eine wissenschaftliche Studie zum Treibhausgasausstoß von Multimilliardären kam zum Ergebnis, dass Abramowitsch im Jahr 2018 durch seinen Lebensstil (inkl. Wohnsituation, Yachtreisen, Reisen im Privatjet) mehr als 31.000 Tonnen CO2e freisetzte. Das war die höchste in der Studie festgestellte Menge unter allen 20 untersuchten Milliardären.

## Familie
Abramowitschs erste Ehefrau war von 1987 bis 1989 Olga, die ein Kind mit in die Ehe brachte. Von 1991 bis März 2007 war er mit der ehemaligen Aeroflot-Stewardess Irina verheiratet, mit der er fünf Kinder hat. Im Jahr 2008 heiratete er Darja Schukowa, mit der er zwei Kinder hat. Das erste wurde im Dezember 2009 in Los Angeles geboren, das zweite im April 2013 in New York.
Im August 2017 gab das Paar seine Trennung bekannt.

## Trivia
Abramowitsch engagierte sich finanziell für die Verpflichtung von Guus Hiddink als Trainer der russischen Fußballnationalmannschaft (2006 bis 2010).
Die Figur Juri Omovich in dem Film Rock N Rolla von Guy Ritchie (2008) ist ihm nachempfunden.